# Jan Grabski (zm. po 1788)
Jan Grabski herbu Pomian (zm. po 1788) – miecznik inowłodzki w latach 1732–1768.
Był elektorem Augusta III Sasa w 1733 roku.